# Боровое (Харьковская область)
Борово́е (укр. Борове) — село, Пономаренковский сельский совет, Харьковский район, Харьковская область, Украина.
Код КОАТУУ — 6325183002. Население по переписи 2001 года составляет 37 (15/22 м/ж) человек.

## Географическое положение
Село Боровое находится на правом берегу реки Студенок, недалеко от её истоков. Ниже по течению на расстоянии в 5 км расположен пгт Безлюдовка.
К селу примыкают сёла Пономаренки, Лелюки и Хролы.
На расстоянии в 2,5 км проходит граница города Харьков.
Село находится внутри Харьковской окружной дороги (автомобильная дорога М-03).

## История
- Село впервые упоминается в 1782 году. Изначальное название - хутор Квиткин[1].
- В 1940 году, перед ВОВ, на хуторе Боровом, находившемся на правом берегу реки Студенок, было пять дворов;[7] на соседнем хуторе Затейный, также располагавшемся на правом берегу Студенка — 17 дворов[3].
- После ВОВ входивший в Пономаренковский сельсовет хутор Затейный, имевший в 1940 году 17 дворов,[3], был объединён с хутором Боровой, имевшим 5 дворов,[7] в село Боровое.

В 2020 году сельсовет вошёл в состав Харькова.